# Iglesia católica en Bolivia
La Iglesia católica de Bolivia está representada por la Conferencia Episcopal de Bolivia que organiza el territorio del país en diócesis y arquidiócesis.

Mapa de diócesis y archidiócesis de Bolivia.

## Historia
En 1536, habiendo sido el Imperio incaico recientemente conquistado por los españoles, se creó la diócesis del Cuzco, separándola de la peninsular diócesis de Sevilla. Pese a que la sede de esta diócesis se encontraba en el actual Perú, el territorio de la actual Bolivia también dependía de ella.
En 1552 se disgregó de Cuzco la diócesis de La Plata, abarcando esta el norte del actual Chile, el interior de Argentina, toda Bolivia salvo el extremo norte y la zona oeste de Paraguay.
En 1605 se crean las diócesis de La Paz y Santa Cruz de la Sierra y cuatro años más tarde la diócesis de La Plata alcanza el rango de archidiócesis. Esta será la situación hasta que en 1847 se cree la diócesis de Cochabamba.
En el siglo XX se crean la vicariato apostólico de El Beni (1917) y el vicariato apostólico de Chaco. En 1924 se lleva a cabo una reforma por la que se cambia el nombre de La Plata y se asciende a arquidiócesis de Sucre y se crean las diócesis de Oruro, Potosí y Tarija.
En 1930 se crea el Vicariato Apostólico de Chiquitos, en 1942 los de Pando y Reyes, en 1943 la diócesis de La Paz y en 1949 el prelatura de Corocoro. Dos años después la diócesis de Chaco se renombra por Vicariato Apostólico de Cuevo y se crea el Vicariato Apostólico de Ñuflo de Chávez.
En 1958 se crea la Prelatura de Coroico y tres años después el de Aiquile. Ese mismo año se crea el ordinariato militar de Bolivia.
En 1975 las diócesis de Cochabamba y Santa Cruz de la Sierra reciben el rango de archidiócesis. En 1983 Coroico recibe el rango de diócesis. En 1994 se eleva el Vicariato Apostólico de Chiquitos al rango de Diócesis con el nombre San Ignacio de Velasco y se crea la diócesis de El Alto.

## Jurisdicciones eclesiásticas
Las jurisdicciones eclesiásticas de la Iglesia católica en Bolivia se encuentran organizadas en 4 provincias eclesiásticas, conformadas por 4 arquidiócesis metropolitanas, 6 diócesis y 2 prelaturas territoriales, existiendo además 5 vicariatos apostólicos y un ordinariato militar. Los obispos de todas estas jurisdicciones integran la Conferencia Episcopal Boliviana. El listado de obispos y jurisdicciones se encuentra actualizado a abril de 2022.
| Provincia eclesiástica                                | Diócesis                                 | Sede                    | Sitio web | Obispo | Notas              |
| ----------------------------------------------------- | ---------------------------------------- | ----------------------- | --------- | --- | ------------------ |
| Provincia de Cochabamba                               | Arquidiócesis de Cochabamba              | Cochabamba              |           | Mons. Oscar Omar Aparicio Céspedes, Arzobispo Metropolitano de Cochabamba.                                      | Sede metropolitana |
| Provincia de Cochabamba                               | Prelatura de Aiquile                     | Aiquile                 |           | Mons Jorge Herbas Balderrama, O.F.M. Obispo Prelado de Aiquile.                                                 |                    |
| Provincia de Cochabamba                               | Diócesis de Oruro                        | Oruro                   |           | Mons. Krzysztof Janusz Białasik Wawrowska, S.V.D. Obispo.                                                       |                    |
| Provincia de La Paz                                   | Arquidiócesis de La Paz                  | La Paz                  |           | Mons. Percy Lorenzo Galván Flores, Arzobispo Metropolitano de Nuestra Señora de La Paz.                         | Sede metropolitana |
| Provincia de La Paz                                   | Diócesis de Coroico                      | Coroico                 |           | Mons. Juan Vargas Aruquipa, Obispo.                                                                             |                    |
| Provincia de La Paz                                   | Diócesis de El Alto                      | El Alto                 |           | Mons. Giovani Edgar Arana, Obispo.                                                                              |                    |
| Provincia de La Paz                                   | Prelatura de Corocoro                    | Corocoro                |           | Mons. Pascual Limachi Ortiz, Obispo Prelado de Corocoro.                                                        |                    |
| Provincia de Santa Cruz de la Sierra                  | Arquidiócesis de Santa Cruz de la Sierra | Santa Cruz de la Sierra |           | Mons. René Leigue Cesari, Arzobispo Metropolitano de Santa Cruz de la Sierra.                                   | Sede metropolitana |
| Provincia de Santa Cruz de la Sierra                  | Diócesis de San Ignacio de Velasco       | San Ignacio de Velasco  |           | Mons. Robert Herman Flock Bever Obispo.                                                                         |                    |
| Provincia de Sucre                                    | Arquidiócesis de Sucre                   | Sucre                   |           | Mons Ricardo Ernesto Centellas Guzmán. Arzobispo Metropolitano de Sucre.                                        | Sede metropolitana |
| Provincia de Sucre                                    | Diócesis de Potosí                       | Potosí                  |           | Mons. Nicolás Renán Aguilera, Obispo.                                                                           |                    |
| Provincia de Sucre                                    | Diócesis de Tarija                       | Tarija                  |           | Mons. Jorge Ángel Saldías Pedraza, O.P., Obispo.                                                                |                    |
| Jurisdicciones inmediatamente sujetas a la Santa Sede | Vicariato apostólico de Camiri           | Camiri                  |           | Mons. Jesús Galeote Tormo, vicario apostólico de Camiri.                                                        |                    |
| Jurisdicciones inmediatamente sujetas a la Santa Sede | Vicariato apostólico de El Beni          | Trinidad                |           | Mons. Aurelio Pesoa Ribera O.F.M. Vicario Apostólico del Beni, Presidente de la Conferencia Episcopal Boliviana |                    |
| Jurisdicciones inmediatamente sujetas a la Santa Sede | Vicariato apostólico de Ñuflo de Chávez  | Ñuflo de Chávez         |           | Mons. Bonifacio Antonio Reimann Panic, O.F.M., vicario apostólico de Ñuflo de Chávez                            |                    |
| Jurisdicciones inmediatamente sujetas a la Santa Sede | Vicariato apostólico de Pando            | Riberalta               |           | Mons. Eugenio Coter, vicario apostólico del Pando, Obispo titular de Thibiuca.                                  |                    |
| Jurisdicciones inmediatamente sujetas a la Santa Sede | Vicariato apostólico de Reyes            | Reyes                   |           | Mons Waldo Rubén Barrionuevo Ramírez C-Ss.R. vicario apostólico de Reyes, obispo titular de Vulturara.          |                    |
| Jurisdicciones inmediatamente sujetas a la Santa Sede | Obispado Castrense de Bolivia            | La Paz                  |           | Mons. Fernando Bascopé Müller, obispo castrense. Ordinario Militar de Bolivia                                   |                    |

En Bolivia los obispos de las 4 arquidiócesis metropolitanas, 6 diócesis, 2 prelaturas territoriales y 5 vicariatos apostólicos son ordinarios territoriales de rito latino con jurisdicción propia sobre los fieles de las Iglesias orientales católicas, a excepción de los armenios. Los fieles de la Iglesia católica armenia dependen del exarcado apostólico armenio de América Latina y México, cuya jurisdicción se extiende sobre toda Latinoamérica, excepto Argentina. Su exarca apostólico es el obispo Pablo León Hakimian, eparca de la eparquía armenia de San Gregorio de Narek en Buenos Aires.
El clero incardinado en la prelatura de la Santa Cruz y Opus Dei depende del vicario regional de la región de Argentina, de la cual Bolivia es una delegación regional que tiene a su frente el vicario delegado presbítero Marcelo Rojo.